# Hemipsilichthys papillatus
Hemipsilichthys papillatus är en fiskart som beskrevs av Pereira, Oliveira och Oyakawa 2000. Hemipsilichthys papillatus ingår i släktet Hemipsilichthys och familjen Loricariidae. IUCN kategoriserar arten globalt som livskraftig. Inga underarter finns listade i Catalogue of Life.